# Dania na Zimowych Igrzyskach Paraolimpijskich 1992
Danię na Zimowych Igrzyskach Paraolimpijskich w 1992 roku reprezentowało 5 zawodników (4 mężczyzn i 1 kobieta) w 3 dyscyplinach. Zdobyli oni 1 medal (srebrny w narciarstwie alpejskim), plasując swój kraj na 18. miejscu w klasyfikacji medalowej.
Był to czwarty występ Danii na zimowej paraolimpiadzie.

## Medaliści

### Srebrne medale
| Zawodnik     | Dyscyplina            | Konkurencja                 |
| ------------ | --------------------- | --------------------------- |
| Lars Nielsen | Narciarstwo alpejskie | Slalom Gigant mężczyzn (B2) |

## Wyniki zawodników

### Biathlon
Objaśnienie kategorii:
- B1 – osoby niewidome

#### Osoby niewidome

##### Mężczyźni
| Zawodnik         | Konkurencja         | Ilość pudeł | Czas    | Pozycja | Źródło |
| ---------------- | ------------------- | ----------- | ------- | ------- | ------ |
| Arne Christensen | Bieg na 7,5 km (B1) | 1           | 29:42.8 | 7.      | [ 3 ]  |

### Biegi narciarskie
Objaśnienie kategorii:
- B1 – osoby niewidome

#### Mężczyźni
| Zawodnik         | Konkurencja        | Czas      | Pozycja | Źródło |
| ---------------- | ------------------ | --------- | ------- | ------ |
| Arne Christensen | Bieg na 10 km (B1) | 41:25.5   | 12.     | [ 4 ]  |
| Arne Christensen | Bieg na 30 km (B1) | 1:56:28.3 | 10.     | [ 5 ]  |

##### Kobiety
| Zawodniczka        | Konkurencja        | Czas      | Pozycja | Źródło |
| ------------------ | ------------------ | --------- | ------- | ------ |
| Anne-Mette Bredahl | Bieg na 5 km (B1)  | 24:57.9   | 5.      | [ 6 ]  |
| Anne-Mette Bredahl | Bieg na 10 km (B1) | 1:18:36.5 | 6.      | [ 7 ]  |

### Narciarstwo alpejskie
Objaśnienie kategorii:
- LW2 – osoby stojące; po amputacji kończyny dolnej powyżej kolana
- B2 – osoby z funkcjonującym wzrokiem na poziomie 3-5%

#### Osoby stojące

##### Mężczyźni
| Zawodnik               | Konkurencja         | Czas    | Pozycja | Źródło |
| ---------------------- | ------------------- | ------- | ------- | ------ |
| Martin Korff Jörgensen | Zjazd (LW2)         | 1:26.28 | 20.     | [ 8 ]  |
| Lars Dyrebord          | Zjazd (LW2)         | 1:32.34 | 23.     | [ 8 ]  |
| Martin Korff Jörgensen | Slalom Gigant (LW2) | 2:54.51 | 13.     | [ 9 ]  |
| Lars Dyrebord          | Slalom Gigant (LW2) | DNF     | DNF     | [ 9 ]  |
| Martin Korff Jörgensen | Slalom (LW2)        | 1:31.00 | 13.     | [ 10 ] |
| Lars Dyrebord          | Slalom (LW2)        | 1:49.10 | 18.     | [ 10 ] |

#### Osoby niewidome

##### Mężczyźni
| Zawodnik     | Konkurencja        | Czas    | Pozycja | Źródło |
| ------------ | ------------------ | ------- | ------- | ------ |
| Lars Nielsen | Slalom gigant (B2) | 2:52.02 | srebro  | [ 11 ] |
| Lars Nielsen | Supergigant (B2)   | 1:42.26 | 5.      | [ 12 ] |